# Tor łyżwiarski we Lwowie (1909)

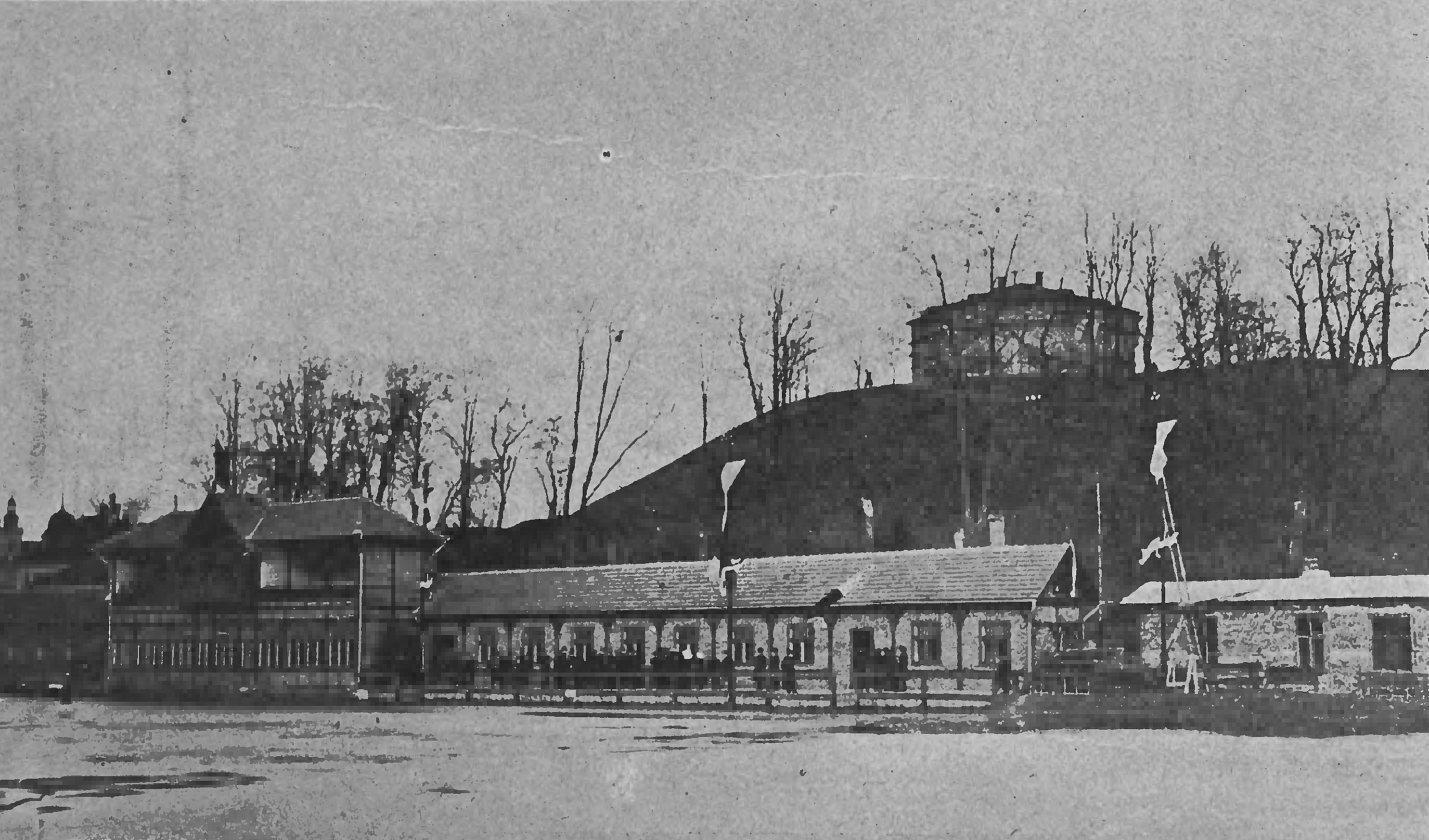
Obiekt w roku otwarcia

Tor łyżwiarski we Lwowie otwarty w 1909. Powstał przy ul. Pełczyńskiej (późniejsza Wytowśkoho) w wyniku zasypania stawów Pełczyńskich. Przygotowany grunt został wyrównany i ogrodzony parkanem. Wzniesiono tam budynek (w głównej części w stylu zakopiańskim) według projektu architekta Karola Richtmana, gdzie stworzono potrzebne pomieszczenia (szatnie, bufety, loże dla widzów, kancelarie itp.). 12 grudnia 1909 budynek został poświęcony przez biskupa Józefa Bilczewskiego. Na obiekt przeniosło się działające w mieście Lwowskie Towarzystwo Łyżwiarskie, którego siedziba została tam ulokowana. 